# Опаренко Петро Гнатович
Петро́ Гна́тович Опаре́нко (1882—5 березня 1970) — адміністративний підполковник Армії УНР, Архімандрит Української Православної Церкви в США.

## Біографія
Народився на Київщині.
1917 рік — бухгалтер Військового міністерства Центральної Ради.
1918 рік — діловод навчального відділу Головної шкільної управи Військового міністерства УНР, згодом — Української Держави.
1919 рік — 2-й помічник начальника навчального відділу Головної шкільної управи Військового міністерства УНР. 17 травня в Луцьку потрапив до польського полону. 21 вересня повернувся у розпорядження штабу Дієвої армії УНР, помічник начальника 2-ї частини відділу навчання військ Головного управління Генерального штабу УНР (ГУГШ).
У 20—30-х роках жив в еміграції у Польщі. Після Другої світової війни емігрував до США. Прийняв священицький сан, був архимандритом Української Православної Церкви в США.
Помер 5 березня 1970 року. Похований 9 березня на цвинтарі святого Андрія у Саут-Баунд-Бруку. Похоронну відправу по спочилому очолював Владика Архієпископ Мстислав.

## Праці
Автор книги «Суд божий: нариси, оповідання, легенди» (Буенос-Айрес, 1962).